# Iolo
Iolo o Jolo è una frazione del comune di Prato, lembo della Circoscrizione Sud-Ovest. 
Anticamente era chiamata Aiuolo San Piero ed in tempi più recenti Jolo.

## Geografia amministrativa
Conta circa 7.500 abitanti, ed è diviso in due parrocchie: la Parrocchia di San Pietro a Iolo, la cui chiesa è la pieve di San Pietro, situata in piazza della Pieve, e la parrocchia di Sant'Andrea Apostolo, la cui chiesa è la chiesa di Sant'Andrea a Iolo, situata in Via Gherardacci.
Iolo è composto da 4 sub-frazioni: Sant'Andrea, San Pietro, La Garduna e i Palazzi. Sempre parte di Iolo sono: Il Coderino, e parte de Le Risaie
. La Garduna e Sant'Andrea sono sub-frazioni i cui agglomerati più antichi risalgono al Medioevo.
Da ricordare la presenza nel Medioevo di un castello nei pressi della attuale chiesa di Sant'Andrea Apostolo, e la presenza di Case torri, una ancora la si può notare all'incrocio tra via Traversa di Iolo e via Risorgimento.
La località dà anche il nome al fosso che lo lambisce, il Fosso di Iolo, un affluente dell'Ombrone Pistoiese che nasce ai piedi del Monteferrato, a nord di Prato

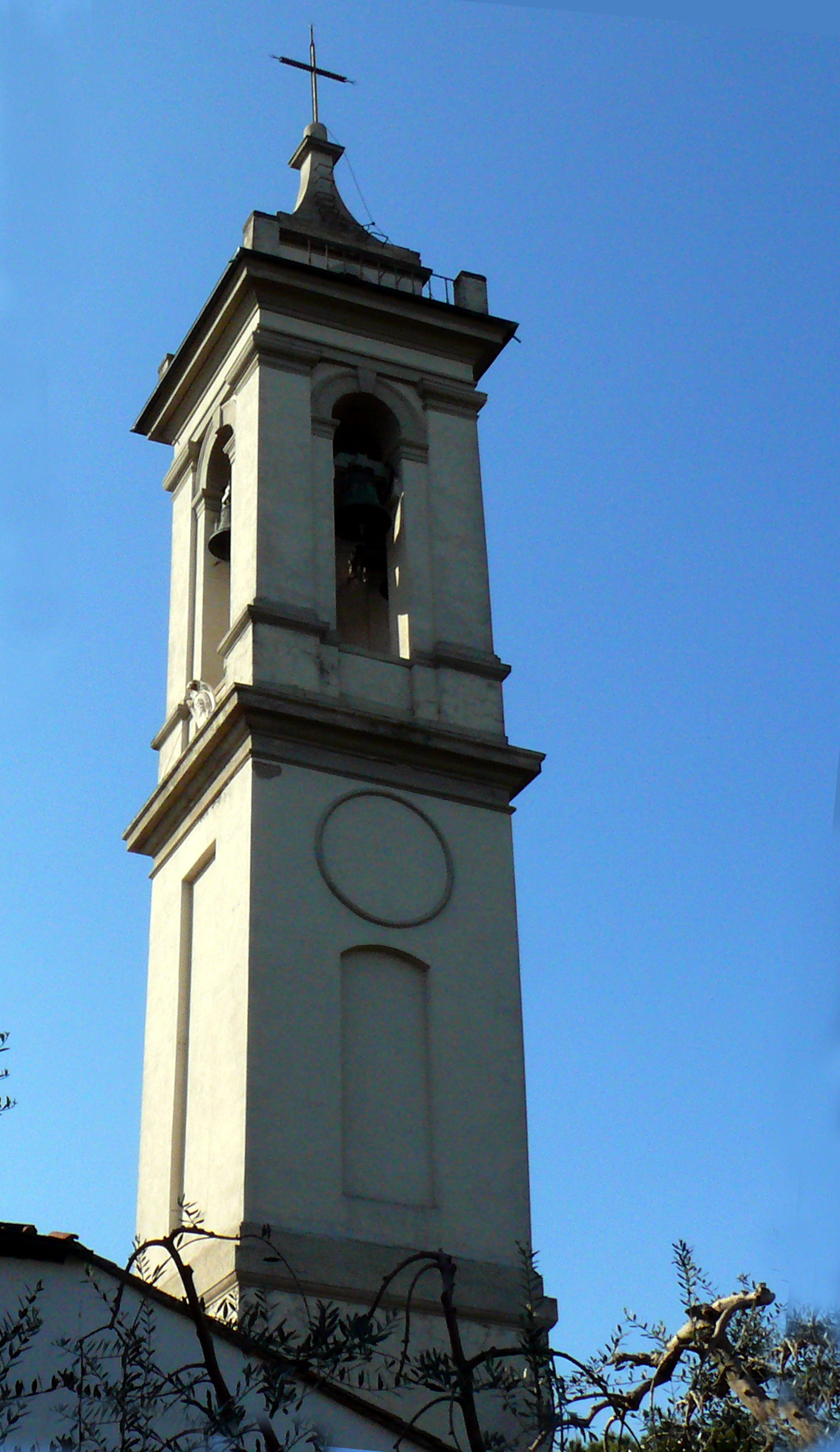
Campanile della pieve di San Pietro.

## Storia
Iolo è sorta da un accampamento romano (da cui "aiolum", aiola o pezzo di terra tra le paludi), rilevabile anche dalla conformazione della frazione, suddivisa da due vie principali, come il "decumano" e il "cardo" romani.
La frazione si sviluppò anche intorno alla Pieve di San Donato del 1040, affiancata poi dalla Pieve di San Pietro, della quale si hanno notizie fin dal XII secolo. Tuttavia, già nel 1035 esisteva un castello di Iolo, e nel 1055 è testimoniata la presenza di un borgo intorno al Vico de Aiolo, che crebbe gradualmente a scapito di Tobbiana.
In epoca medievale, Iolo fu fortificata e difesa da fossati, per impedire gli attacchi della vicina Pistoia.
Nel 1323, le armate ghibelline lucchesi di Castruccio Castracani degli Antelminelli, composte da 600 cavalieri e 3.000 fanti, irruppero nella città di Prato e devastarono l'intera zona.
Per tale motivo, Iolo venne in seguito esentata dal pagamento delle tasse comunali, e diventò anche base ed accampamento dello stesso Castruccio: ne è ancora oggi testimonianza il nome della via che da Iolo porta a Pistoia.
Nel secondo dopoguerra, Iolo divenne nota, insieme a Galciana, per ospitare numerosi cenciaioli, artigiani capaci di lavorare gli stracci ed abiti usati.
Oggi la zona industriale a sud del quartiere è sede di molte attività artigianali del settore tessile e dell'abbigliamento, in maggioranza gestite dalla numerosa comunità cinese.

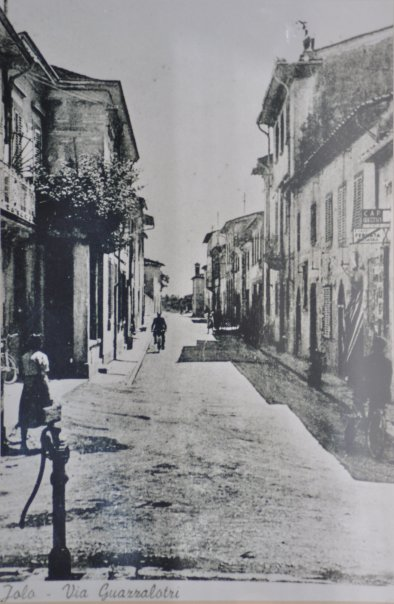
Iolo - Via Andrea Guazzalotri nei primi anni del dopoguerra.

La località è stata in passato considerata pericolosa per via delle attività banditesche, ed è per questo citata anche nei Maledetti toscani di Curzio Malaparte.
(Maledetti toscani, Curzio Malaparte)

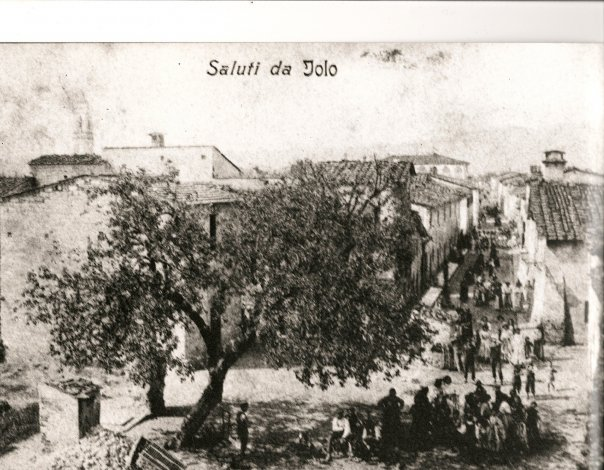
Il borgo della Garduna in una cartolina agli inizi del XX secolo.

Il borgo della Garduna, di origine medioevale, prende il suo nome dal probabile stanziamento dell'esercito del generale Raimondo de Cardona, che nel 1512 con il suo spietato esercito mise a ferro e fuoco la città di Prato macchiandosi di orribili delitti. 
La Piazza Verzoni è stata anche scena del film Il signor Quindicipalle di e con Francesco Nuti e Sabrina Ferilli. 
Sempre a Iolo sono state girate alcune scene di uno dei film cult degli anni settanta, Berlinguer ti voglio bene con Roberto Benigni e con la regia di Giuseppe Bertolucci. La frazione stessa è citata, nella scena del dibattito alla Casa del Popolo.

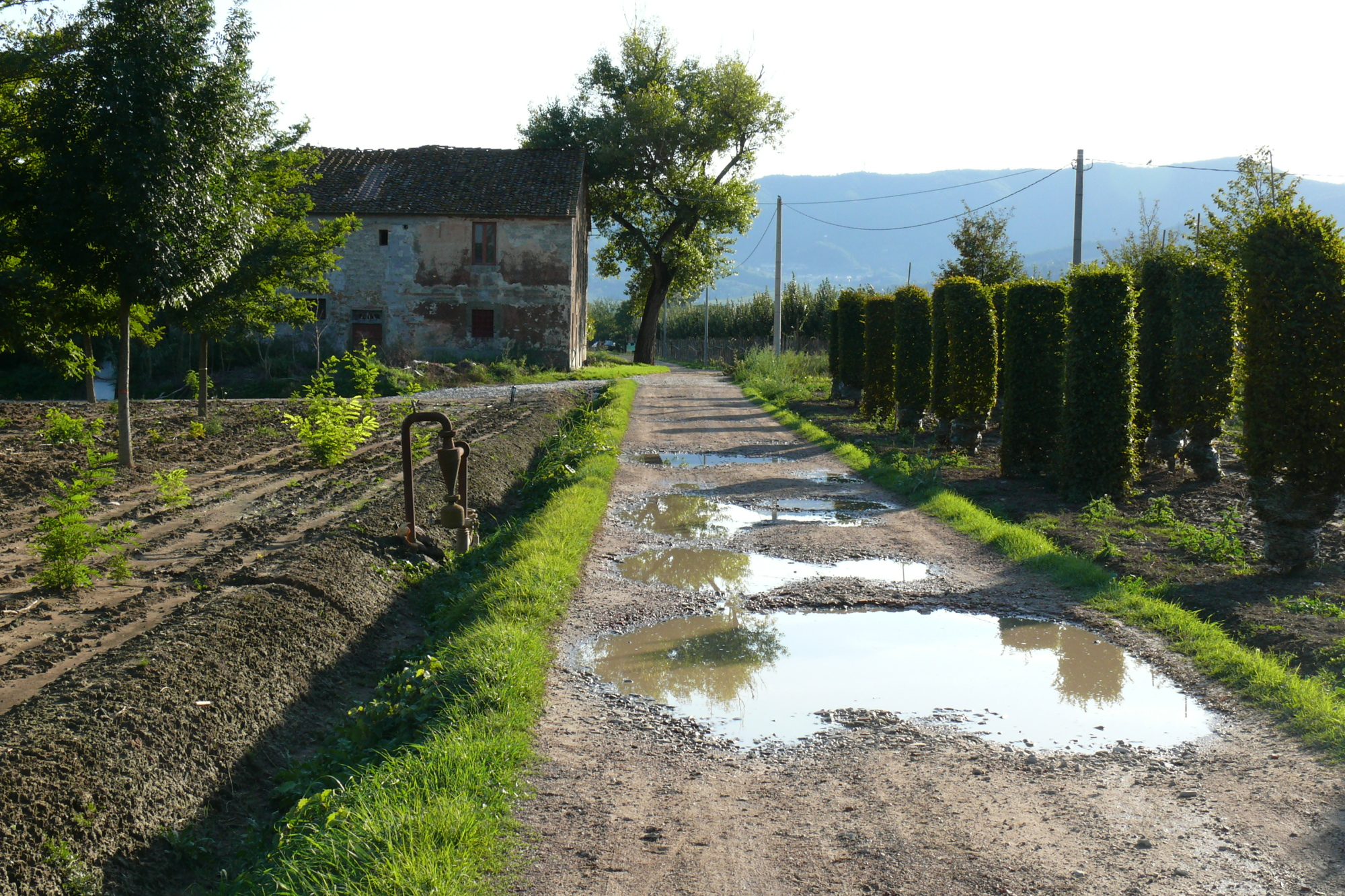
Casolare nella zona delle risaie.

I "Palazzi di Iolo" (le quattro strade) costituiscono la parte di più nuova costruzione, sorta a partire dagli anni settanta, frutto della politica di edilizia popolare attuata dall'amministrazione comunale pratese.
Nel 2012, il 22 luglio, la sezione locale della Arciconfraternita della Misericordia di Prato ha inaugurato alla presenza del Presidente della Provincia di Prato, l'ing. Lamberto Gestri e dell'Assessore alla Sanità e alle Politiche Sociali del Comune di Prato, dott. Dante Mondanelli, la prima ambulanza per il quartiere. Tale data rappresenta un risultato storico per la popolazione, un traguardo perseguito fin dalla fondazione, nel 1921, della sezione della Misericordia.
Il 20 Aprile 2019, Iolo si aggiudica la prima edizione della “Coppa Prahdese”, competizione goliardica social tra i quartieri della provincia di Prato, battendo in finale San Paolo.

## Eventi

### Iolo In Maschera
Ormai da anni si svolge per due domeniche consecutive "Iolo In Maschera", un colorito ed apprezzato carnevale con carri allegorici (tutti realizzati da volontari locali), che percorre le vie principali della frazione.

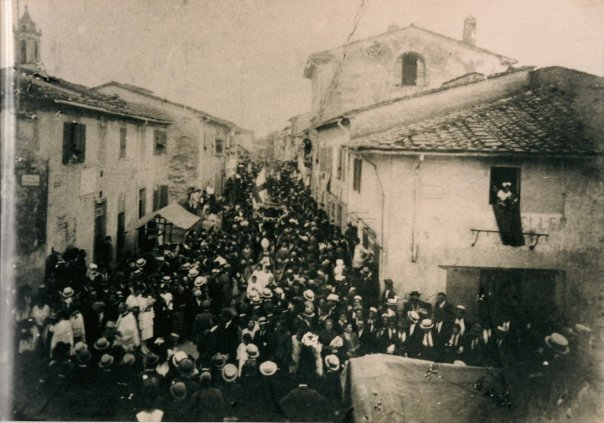
Processione di San Pio nel 1910 in occasione del centenario della proclamazione.

### Festa di San Pio Martire
Nel 1810 arriva da Roma, dalle catacombe di Santa Ciriaca, l'urna contenente le spoglie di san Pio Martire.
Tale urna viene esposta alla popolazione ogni 5 anni nel mese di settembre durante la festa ad esso dedicata.
La festa culmina con l'ostensione del Santo nell'urna per le vie principali di Iolo l'ultimo giorno, la domenica, dei giorni di festa.

### Orasport
L' "Orasport" è una manifestazione sportiva della durata di una settimana, organizzata dalla parrocchia di San Pietro a Iolo. Si svolge solitamente nel mese di giugno ed è arrivata alla 10ª edizione. Nella settimana si svolgono tornei di ogni tipo, da pallavolo a calciotennis per passare al podismo.

### Giugno con l'arte
"Giugno con l'arte" era una manifestazione organizzata negli anni '90 dalla Bottega di Arte Comune, associazione dedita alle arti e alla loro conoscenza e diffusione, nel mese di giugno.
Durante questa rassegna, in vari spazi del quartiere venivano adibiti momenti dedicati al cinema, arte, e teatro con una rassegna di quadri e sculture provenienti dagli artisti della zona e non.

### Festa del Volontariato
La "Festa del Volontariato" è una manifestazione organizzata dalla Misericordia di Iolo, dal 1992 al 1998. Tale manifestazione si svolgeva inizialmente nel mese di giugno. Nel Luglio 2012 è stata riorganizzata con evento clou l'inaugurazione della nuova ambulanza a servizio della frazione, donata dalla popolazione di Iolo.

### Presepe Vivente
"Presepe vivente" è una manifestazione organizzata dalla Misericordia di Iolo dal 1997 al 1999. Tale manifestazione inizialmente si svolgeva la vigilia della notte di Natale, per le vie del quartiere con figuranti, stazioni e riproduzioni della natività del Gesù.
Il "Presepe vivente" dopo una breve pausa è tornato ad essere organizzato nel Dicembre 2012 e tuttora viene organizzato a cadenza biennale dai volontari della locale confraternita di Misericordia con il patrocinio della Provincia e del Comune di Prato nei giorni 26 dicembre e 6 gennaio.

## Vie di comunicazione

### Pista ciclabile
La pista ciclabile che transita da Iolo parte dalle cascine di Tavola per raggiungere il parco di Galceti e il Monteferrato.

### Strade provinciali
Provenendo dalla provincia di Pistoia si accede al territorio di Iolo solo tramite la Strada Provinciale "SP7 di Iolo", (di cui fanno parte via Guilianti e Viale Alessandro Manzoni) realizzata negli anni cinquanta per bypassare il centro della frazione e alleggerire l'allora scarsa viabilità territoriale.

## Sport

### Rugby
Lo stadio Enrico Chersoni è l'impianto interno della Rugby Jolo 1982 (vedi sotto) e dei Cavalieri, squadra di rugby a 15 pratese che partecipa al campionato di Eccellenza e che nella stagione 2011-12 è giunta fino alla finale-scudetto. Nell'ottobre 2016 i cavalieri vanno ad allearsi con il Sesto Rugby creando l Unione rugby prato sesto. 
Un'altra società la Rugby iolo che creò negli anni ottanta lo stadio, tornò clamorosamente a impossessarsene di nuovo nel settembre del 2017. Vinse nel 1984 il campionato italiano under 13. Tra i giocatori storici possiamo menzionare Alessandro "Gibbo" Gori, il quale giunse in nazionale under 23 e fu quasi convocato per i mondiali in Sudafrica. Oltre alla maglia verdarancio ha vestito le maglie delle Fiamme Oro e della Lazio.

### Ciclismo
Tra il 1950 e il 1970, quando il ciclismo era uno sport popolare, erano presenti varie squadre dilettantistiche e non, le quali organizzavano durante l'anno numerosi eventi sportivi, tra i quali la famosa Coppa Melani, istituita da Leonetto Melani e dall'U.P.C. Iolo, e I.S.A. Iolo, quest'ultima, associazione sportiva che aveva sede nella casa del popolo, tra le cui file un dilettante Fabrizio Fabbri conquistò il campionato toscano dilettanti 3º categoria. Nel 2002, forte del rinato interesse dovuto ai risultati di giovani atleti del quartiere, come Filippo Coveri, è stata riproposta è ed arrivata alla 48ª Edizione, nelle ultime 4 edizioni (2002, 2003, 2010 e 2011) è stata riservata alla categoria Allievi (2002 e 2003) e Juniores (2010 e 2011).

### Calcio
A Iolo sono presenti anche due squadre di calcio: l'A.S.D. Iolo Calcio, che milita in Prima categoria, l'A.S.D. Polisportiva S.Andrea che milita attualmente nel campionato eccellenza UISP di Prato ed è stata fondata nel 1988.